# Heideland (Thuringe)
Pour les articles homonymes, voir Heideland.
Heideland est une commune allemande de l'arrondissement de Saale-Holzland, Land de Thuringe.

## Géographie
La commune comprend les quartiers de Buchheim, Etzdorf, Großhelmsdorf, Königshofen, Lindau/Rudelsdorf, Thiemendorf et Törpla.
| Schkölen   | Walpernhain Osterfeld | Droyßig Wetterzeube   |
| Schkölen   | Heideland             | Crossen an der Elster |
| Petersberg | Eisenberg Gösen       | Hartmannsdorf Rauda   |

## Histoire
Les villages de Buchheim (première mention en 1196), Etzdorf (1219), Großhelmsdorf (1223), Lindau (1303), Rudelsdorf (1350), Thiemendorf (1296) et Törpla (1341) appartiennent alors à la Marche de Misnie.

## Source de la traduction
- (de) Cet article est partiellement ou en totalité issu de l’article de Wikipédia en allemand intitulé « Heideland (Thüringen) » (voir la liste des auteurs).